# بلبل أبيض الحواجب
بلبل أبيض الحواجب (الاسم العلمي:Pycnonotus luteolus) (بالإنجليزية: White-browed Bulbul)‏ هو نوع من الطيور يتبع جنس البلبل من فصيلة البلابل.